# Georg Gruppenbach
Georg Gruppenbach († 1610) byl německý tiskař a nakladatel.

## Život
Narodil se jako syn Magdaleny Gruppenbachové († 1574), která se podruhé vdala za majitele tiskárny v Tübingenu Ulricha Morharta staršího (kolem 1490 – 1554). Spolu s bratrem Oswaldem a matkou Georg Gruppenbach po otčímově smrti zdědil jeho tiskárnu. Oba bratři se ještě za života své matky podíleli na vydání knihy Prutenicae tabulae coelestium motuum od Erasma Reinholda publikované v roce 1571. Roku 1574 se Georg Gruppenbach po matčině a bratrově smrti stal jediným vlastníkem tiskárny.
Mezi jeho trvalé zákazníky patřili Jakob Andreae starší, Martin Crusius, Lucas Osiander starší, Jakob Schropp, Johannes Lauterbach, Peter Monau, Georg Liebler, Theodor Zwinger a Aegidius Hunnius. Dále pak Nicodemus Frischlin, Matthias Hafenreffer, Johannes Kepler, Thomas Lansius, Michael Mästlin, Jakob Degen a jiní. V roce 1591 Gruppenbach jako první ve Württembersku nechal v němčině vytisknout Bibli.
Roku 1597 měl Gruppenbach na skladě kromě knih z vlastního nakladatelství 506 spisů, z nichž 87 % tvořily latinské tituly. Při nezbytné rekonstrukci své tiskárny se dostal do finančních potíží, kvůli nimž v roce 1606 s dluhem 17 000 zlatých zbankrotoval. Všechny jeho knihy odkoupil frankfurtský knihkupec Johann Berner. Zemřel roku 1610.